# Fodera
Fodera es una compañía estadounidense especializada en la fabricación de bajos eléctricos de alta gama.

## Historia
En 1977, Vinnie Fodera, por entonces un estudiante de Artes Visuales, fue contratado por Stuart Spector en su taller de lutheria de Brooklyn para hacerse cargo de los trabajos en madera. Vinnie permaneció tres años y medio allí, un período de vital importancia para el desarrollo de sus habilidades como luthier, entablando contacto con otros nombres importantes en la fabricación de bajos, como Ned Steinberger. 
Cuando en 1980 Ken Smith tomó contacto con Spector para encargarle la fabricación de los bajos que estaba diseñando, fue Fodera el encargado de confeccionar estos instrumentos, bajo la dirección del propio Smith. Cuando Spector se vio incapaz de satisfacer la demanda de sus propios instrumentos y los que le eran encargados por Ken Smith, Fodera pasó a trabajar directamente para este último, haciéndose cargo de todo el proceso de elaboración de los instrumentos y dejando para Smith la parte electrónica y los ajustes finales. 
El trabajo para Smith continuaría por un breve período, pero en 1982 Fodera conoció a Joey Lauricella, un bajista profesional cliente de Smith que le sugeriría enseguida la posibilidad de asociarse. La perspectiva de construir sus propios diseños convenció a Fodera, que continuó sin embargo empleado para Smith mientras trabajaba con Lauricella en diseños propios. Finalmente, en 1983, Lauricella y Fodera formaron “”Fodera Guitars”“, donde Vinnie se hacía cargo de las tareas de lutheria y Joey aportaba la perspectiva y experiencia del músico profesional.

## Modelos
Uno de los primeros clientes de Fodera Guitars fue el bajista de sesión Anthony Jackson, que había investigado con los luthieres Carl Thompson y Ken Smith sobre la construcción de un bajo de seis cuerdas, pero que todavía no estaba satisfecho con los resultados. Fodera construyó un nuevo prototipo para el bajista en 1984, iniciando así una colaboración entre Fodera y Jackson que duraría hasta nuestros días (hasta la fecha Fodera ha construido más de once bajos para este bajista).
Ya antes de haber fundado su propia compañía, Vine Fodera había diseñado su modelo “Monarch”, su modelo estándar que permanece aún en catálogo, y que fue el primer bajo de cinco cuerdas de serie de la historia (un Alembic construido para Jimmy Johnson fue el primer bajo de cinco cuerdas, pero era un modelo “custom”). El primer ejemplar de Fodera "Monarch" fue adquirido por Tom Kennedy.

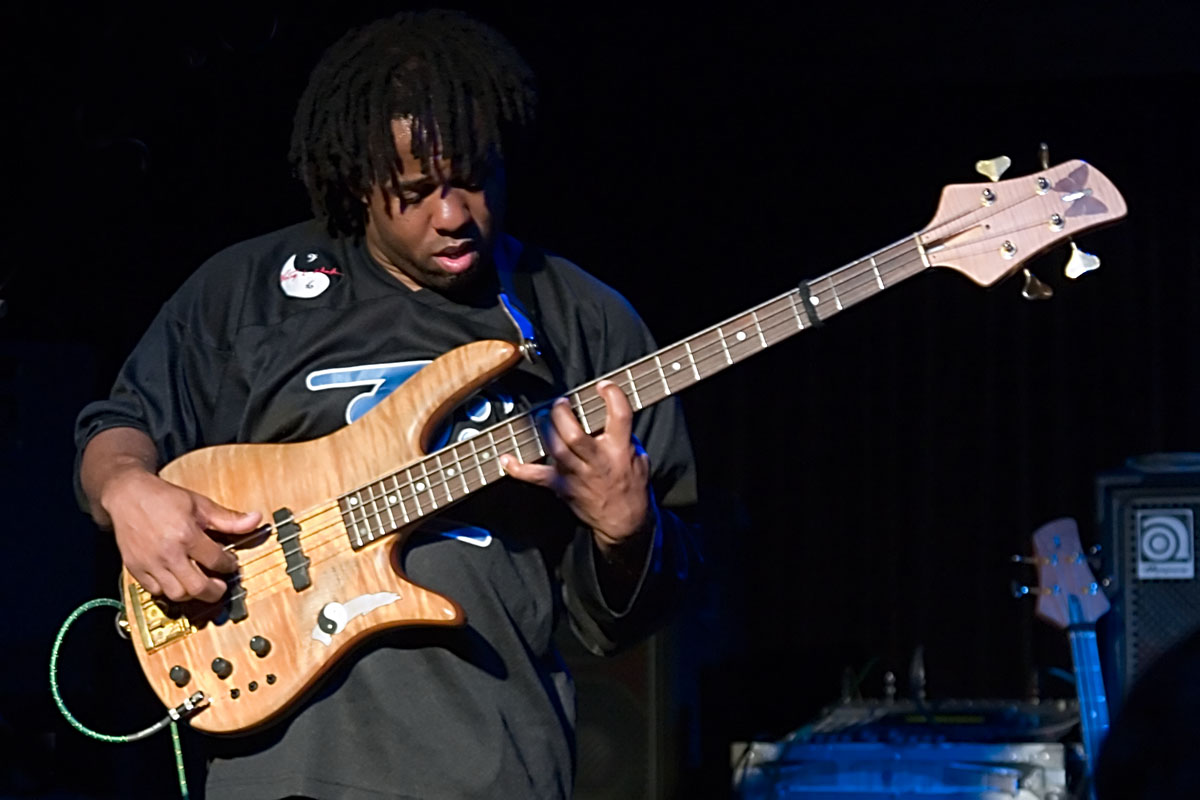
Victor Wooten con un bajo Fodera Monarch.

Otro de los modelos clásicos de la firma es el modelo ”Emperor”, de electrónica más sofisticada que el anterior. El “Imperial”, basado en el “contrabass guitar” de Anthony Jackson ofrece pastillas dobles y una gran variedad de configuraciones. Además, Fodera construye toda una serie de modelos custom basadas en las especificaciones del cliente. Por último, tiene un modelo llamado NYC, que si bien mantiene los standares de calidad, lo hacen en pequeños lotes en serie para reducir así los costos.

## Valoración
Fodera es hoy en día una de las marcas más prestigiosas del mundo, y aunque por un breve período mantuvo una línea de instrumentos económicos (la serie NYC) utilizados entre otros por Joni Monty (arg.), hoy sigue apostando por la construcción artesanal de sus instrumentos, elaborando tan sólo una docena aproximada de ellos al mes. 
Entre los bajistas de prestigio que usan la marca, además de los ya citados Anthony Jackson y Tom Kennedy, debemos mencionar, entre otros muchos, a Matthew Garrison, Lincoln Goines, Victor Wooten o Richard Bona.
Al lado de Anthony Jackson, Fodera ha contribuido en gran medida a la popularización y aceptación por parte de la comunidad musical del bajo de 6 cuerdas, del mismo modo que ha popularizado la idea del diseño de cuerpo “singlecut” de un solo brazo.